# Johannes-Basilika

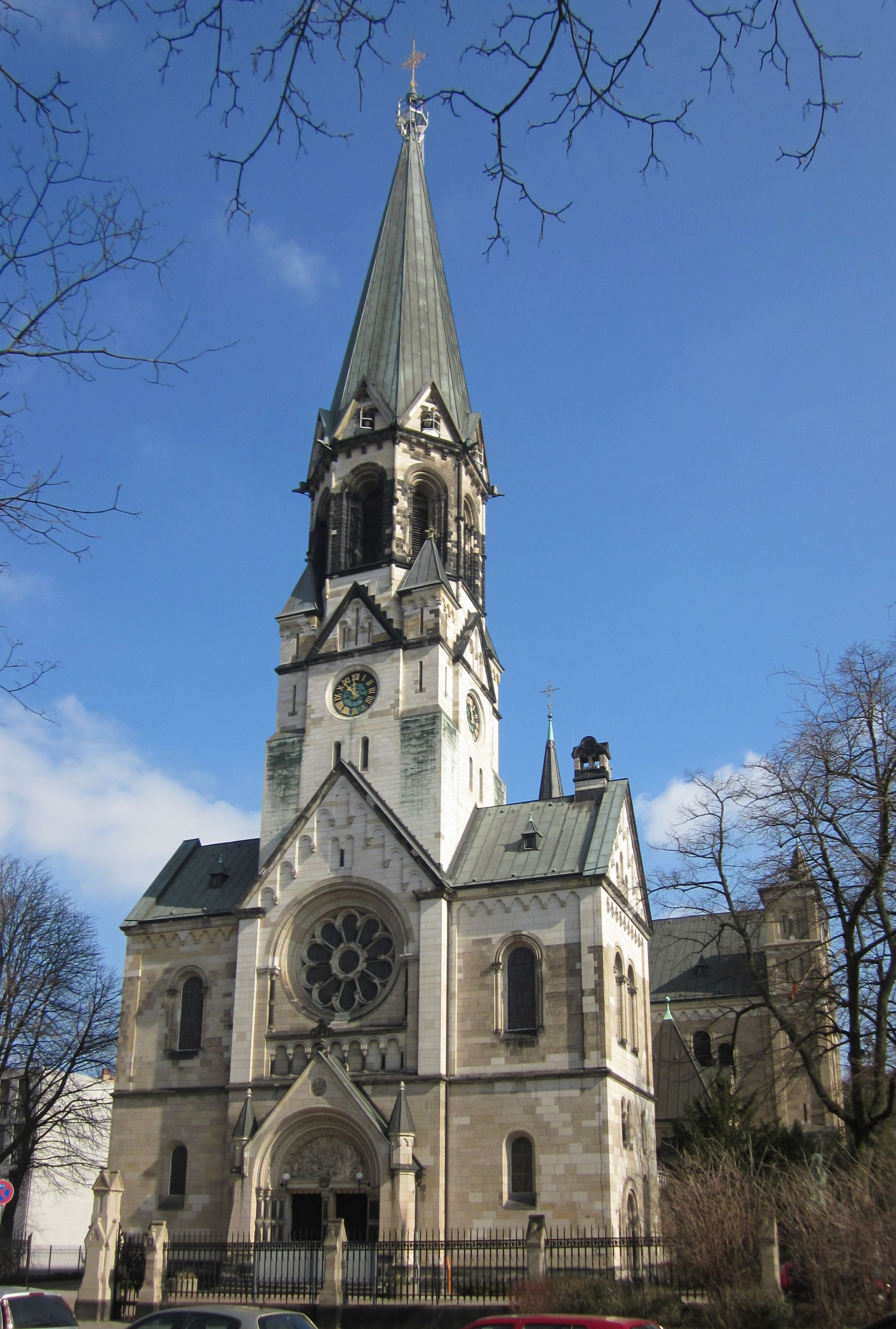
Die St.-Johannes-Basilika in
Berlin-Neukölln

Die St.-Johannes-Basilika in der Lilienthalstraße im Berliner Ortsteil Neukölln des gleichnamigen Bezirks ist eine in den Jahren 1894–1897 erbaute römisch-katholische Kirche, zugleich das größte katholische Kirchengebäude Berlins. Außer als Pfarrkirche dient sie als Kathedrale des deutschen Militärordinariats. Die denkmalgeschützte Kirche ist dem hl. Johannes dem Täufer geweiht.

## Geschichte

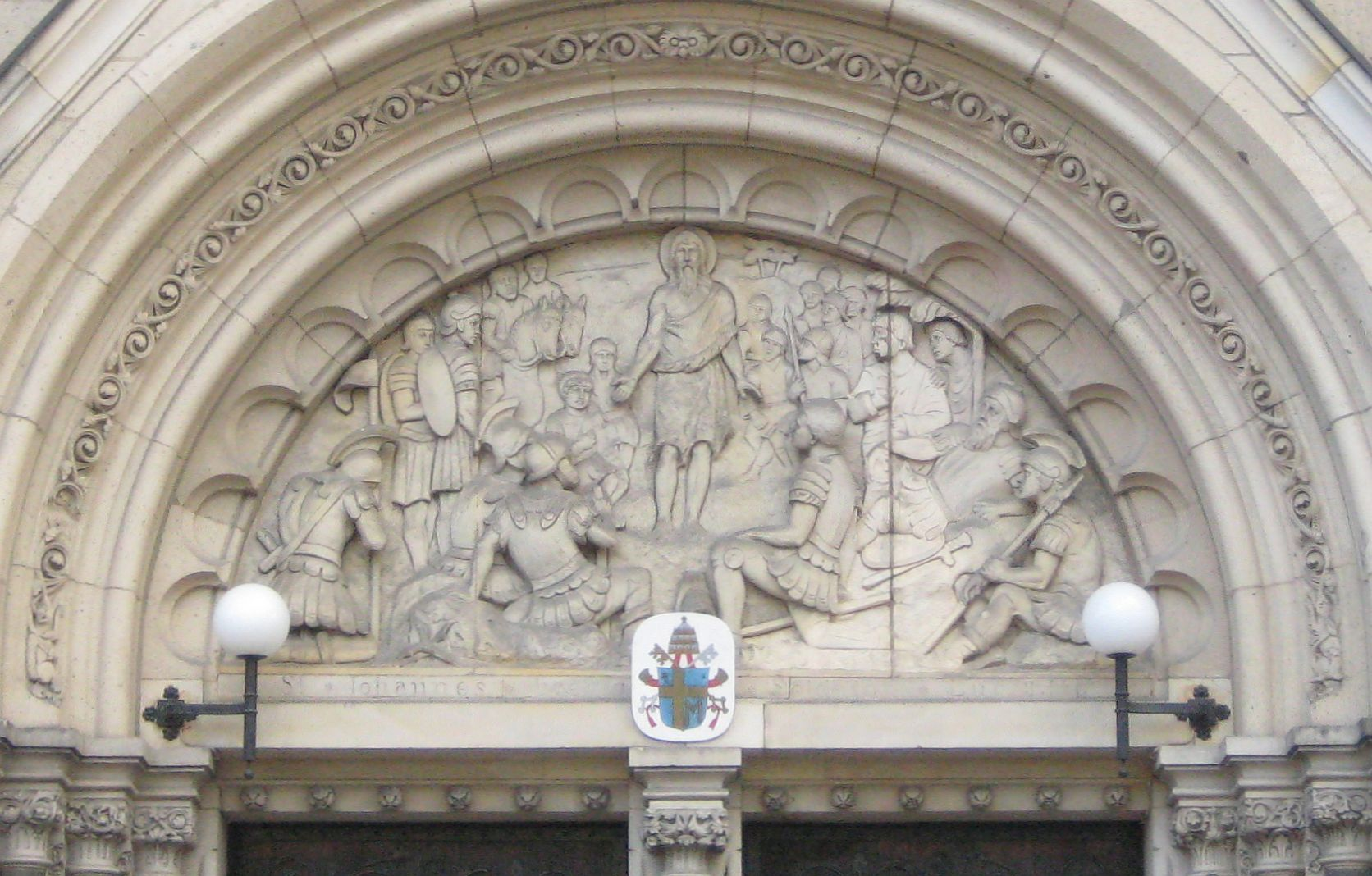
Tympanon mit Sandsteinrelief: Der hl. Johannes der Täufer predigt römischen Soldaten (Lk 3,14 EU). Darunter das Wappenemblem von Papst Johannes Paul II.

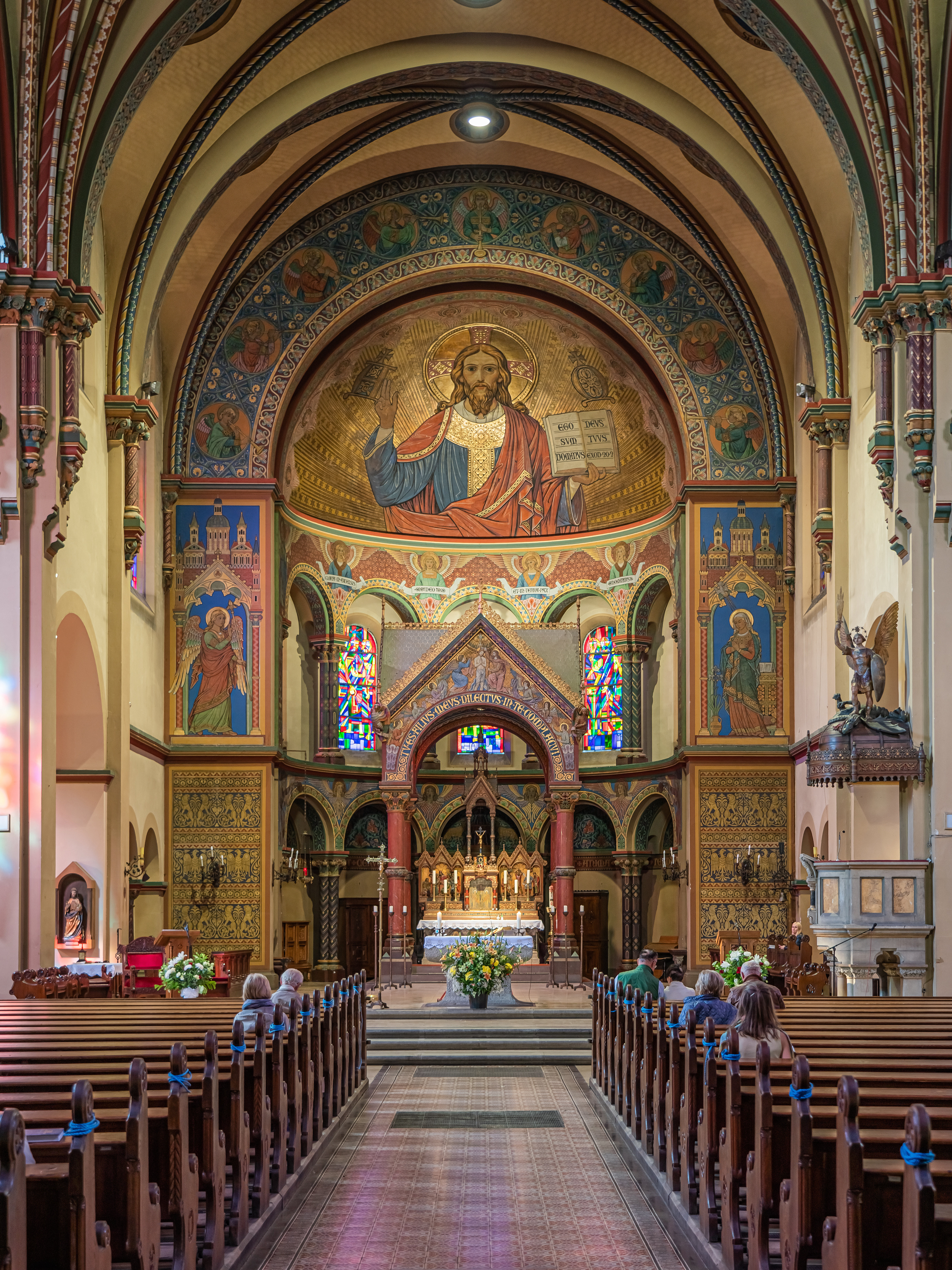
Altarraum

St. Johannes wurde nach der Grundsteinlegung 1894 als katholische Garnisonkirche unweit des Tempelhofer Feldes gebaut. Architekt war der Baurat August Menken. Er konzipierte die Kirche als Basilika im rheinisch-romanischen Stil. Parallel zur St. Johannes wurde die evangelische Kirche am Südstern als Garnisonkirche gebaut. Die feierliche Einweihung der beiden Kirchen erfolgte zusammen am 8. Mai 1897 in Gegenwart von Kaiser Wilhelm II. und Kaiserin Auguste Viktoria.
Am 3. Dezember 1906 wurde der Johanneskirche von Papst Pius X. als dritter deutscher Kirche der Titel einer Basilica minor verliehen. Die Basilika hat beide Weltkriege verhältnismäßig gut überstanden. Im Ersten Weltkrieg durfte sie wegen ihrer Bedeutung für das Militär sogar ihre Glocken behalten. Im Zweiten Weltkrieg allerdings wurden diese bis auf zwei abgegeben und für Kriegszwecke eingeschmolzen. In den letzten Kriegstagen kam es zu Schäden an einem der Seitentürme. Auch der Hauptturm und eines der Seitenschiffe sowie sämtliche Glasfenster waren betroffen. Die Kirche wurde jedoch unmittelbar nach Beendigung der Kampfhandlungen wieder benutzt. So konnte sie für zentrale Gottesdienste des Bistums Berlin genutzt werden, da die Sankt-Hedwigs-Kathedrale noch schwer beschädigt war.
Mit dem Umzug der deutschen Bundesregierung zog auch die apostolische Nuntiatur nach Berlin und wurde auf einem Grundstück neben der Johannes-Basilika angesiedelt. Das Gebäude wurde 2001 fertiggestellt.

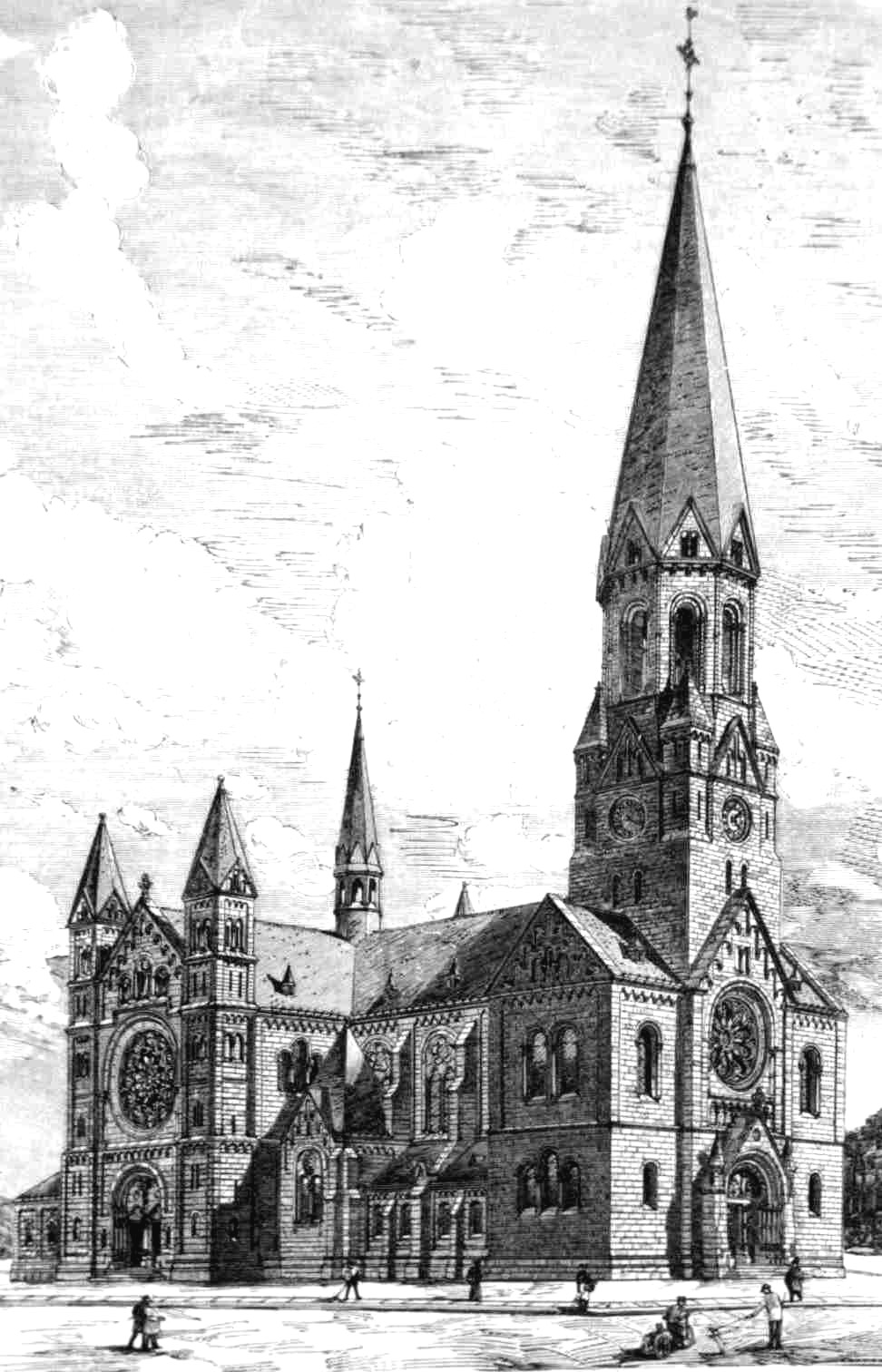
Wettbewerbsentwurf von August Menken aus dem Jahr 1892 für die Katholische Garnisonkirche in Berlin-Kreuzberg

In ihrer Tradition als Garnisonkirche ist die Johannes-Basilika seit dem 1. Februar 2005 auch Bischofskirche des katholischen Militärbischofs für die Bundeswehr am Sitz der Bundesregierung.
Die Pfarrgemeinde St. Johannes ist seit 2021 Filialkirche der Kreuzberger Gemeinde Bernhard Lichtenberg. Als Teil der Berliner Kirchenschließungen wurde die katholische Kirche St.-Johannes-Capistran in Tempelhof 2004 geschlossen und abgerissen und die Johannes-Basilika daraufhin neue Kirche der polnisch-muttersprachlichen Gemeinde.

## Architektur und Ausstattung
St. Johannes ist eine dreischiffige Basilika auf Kreuzgrundriss mit eintürmigem Westbau und Rundapsis im Osten. Der Hauptturm wächst über dem Westriegel zunächst quadratisch empor und endet in einem oktogonalen Obergeschoss mit hoher Kegelspitze. Nicht nur die Portalfassade, sondern auch die Fassaden der Querhausarme sind mit Fensterrosetten, Bogenfriesen und Lisenen reich gegliedert. Die Querhausfassaden sind außerdem mit schmalen Flankentürmen hervorgehoben. Die Fenster der Langhausjoche zeigen romanisches Maßwerk. Über der Vierung steht ein schlanker Dachreiter.
Die reiche neuromanische Ausmalung und Ausstattung sind vollständig erhalten. Ins Auge fallen besonders der Christus Pantokrator der Apsiswölbung und das Altarziborium. Bemerkenswert sind auch die Bemalung des Triumphbogens und der Gewölbegurte, das reiche Bild- und Schnitzwerk der Altäre, der Orgelprospekt und die ornamentalen Bodenfliesen. Die Bleiglasfenster wurden über Jahrzehnte durch Helga Lingnau-Sacks komplett neu geschaffen. Sie stellen unter anderem Heilige der deutschen Geschichte und Opfer des Nationalsozialismus dar. Die Fenster überzeugen besonders durch ihre Leuchtkraft.
Glocke
Im Turm der Kirche hängt eine Glocke von 1896, die Franz Schilling aus der Glockengießerfamilie Schilling gegossen hat. Sie hat die Beschlagnahmen beider Weltkriege überstanden. Sie wiegt 925 kg, ihr Schlagton ist e′. Eine kleine Glocke im Dachreiter, 175 kg, Ton fis″ ist nicht läutbar.

## Orgel
Die Orgel wurde 1896 von der Orgelbaufirma Sauer aus Frankfurt (Oder) erbaut. Das Instrument hat 38 Register auf zwei Manualen und Pedal. Die Trakturen sind pneumatisch.
Um 1950 wurde die Orgel nach Plänen von Hugo Berger, Organist der Heilig-Kreuz-Kirche, umdisponiert und umintoniert, wobei der wesentliche Klangcharakter erhalten blieb.
Im Jahr 2011 wurde die Orgel generalsaniert, wobei die untere Oktave der Harmonieflöte 8′ rekonstruiert und die Walzenfunktion angepasst wurde.

### Aktuelle Disposition
| I Hauptwerk C–f3 |                 |        |
| 1.               | Prinzipal       | 16′    |
| 2.               | Bordun          | 16′    |
| 3.               | Prinzipal       | 08′    |
| 4.               | Gedackt         | 08′    |
| 5.               | Gemshorn        | 08′    |
| 6.               | Quintatön       | 08′    |
| 7.               | Harmonieflöte * | 08′    |
| 8.               | Oktave          | 04′    |
| 9.               | Rohrflöte       | 04′    |
| 10.              | Quinte          | 02 ⁄3′ |
| 11.              | Traversflöte    | 02′    |
| 12.              | Oktave          | 02′    |
| 13.              | Sesquialter II  |        |
| 14.              | Mixtur III      |        |
| 15.              | Tuba *          | 08′    |

| II Schwellwerk C–f3 |                     |         |
| 16.                 | Quintatön           | 16′     |
| 17.                 | Prinzipal           | 08′     |
| 18.                 | Liebl. Gedackt      | 08′     |
| 19.                 | Salizional          | 08′     |
| 20.                 | Vox celeste (ab c0) | 08′     |
| 21.                 | Fugara              | 04′     |
| 22.                 | Flauto dolze        | 04′     |
| 23.                 | Piccolo             | 02′     |
| 24.                 | Terz                | 01 3⁄5′ |
| 25.                 | Quinte              | 01 ⁄3′  |
| 26.                 | Sifflöte            | 01′     |
| 27.                 | Mixtur III          |         |
| 28.                 | Trompete *          | 08′     |

| Pedal C–d1 |                |         |
| 29.        | Prinzipalbass  | 16′     |
| 30.        | Subbass        | 16′     |
| 31.        | Quintbass      | 10 2⁄3′ |
| 32.        | Oktavbass      | 08′     |
| 33.        | Bassflöte      | 08′     |
| 34.        | Choralbass     | 04′     |
| 35.        | Gedackt-Flöte  | 04′     |
| 36.        | Doppelflöte    | 02′     |
| 37.        | Posaune        | 16′     |
| 38.        | Basstrompete * | 08′     |

* Hochdruck
- Koppeln: II/I, I/P, II/P, Sup P (nicht ausgebaut)
- Crescendowalze ab
- Handregister ab
- Feste Kombinationen: Mezzoforte, Forte, Tutti

### Disposition von 1896
In Klammern stehen die Register der Umdisponierung von etwa 1950. Es wurden sieben Register komplett, nahezu komplett entfernt oder gekürzt.
| I Hauptwerk C–f3 |                                 |     |
| 1.               | Prinzipal                       | 16′ |
| 2.               | Bordun                          | 16′ |
| 3.               | Prinzipal                       | 08′ |
| 4.               | Gedackt                         | 08′ |
| 5.               | Gemshorn                        | 08′ |
| 6.               | Gambe (Quinte aus Rauschquinte) | 08′ |
| 7.               | Doppelflöte (Traversflöte 2′)   | 08′ |
| 8.               | Quintatön                       | 08′ |
| 9.               | Harmonieflöte (4′)              | 08′ |
| 10.              | Oktave                          | 04′ |
| 11.              | Rohrflöte                       | 04′ |
| 12.              | Rauschpfeife II (Oktave 2′)     |     |
| 13.              | Kornett III–IV (Sesquialter)    |     |
| 14.              | Mixtur III                      | 02′ |
| 15.              | Tuba                            | 08′ |

| II Schwellwerk C–f3 |                                       |        |
| 16.                 | Liebl. Gedackt (Piccolo 1′)           | 16′    |
| 17.                 | Quintatön                             | 16′    |
| 18.                 | Prinzipal                             | 08′    |
| 19.                 | Liebl. Gedackt                        | 08′    |
| 20.                 | Salizional                            | 08′    |
| 21.                 | Aeoline (Terz)                        | 08′    |
| 22.                 | Vox celeste (ab c0)                   | 08′    |
| 23.                 | Traversflöte (Quinte 1 ⁄3′)           | 08′    |
| 24.                 | Fugara                                | 04′    |
| 25.                 | Flauto dolze                          | 04′    |
| 26.                 | Piccolo                               | 02′    |
| 27.                 | Mixtur IV (Mixtur III, Terz entfernt) | 02 ⁄3′ |
| 28.                 | Trompete                              | 08′    |

| Pedal C–d1 |                             |         |
| 29.        | Prinzipalbass               | 16′     |
| 30.        | Violon (Doppelflöte 2′)     | 16′     |
| 31.        | Subbass                     | 16′     |
| 32.        | Liebl. Gedackt (Gedackt 4′) | 16′     |
| 33.        | Quintbass                   | 10 2⁄3′ |
| 34.        | Oktavbass                   | 08′     |
| 35.        | Gedacktflöte (Bassflöte)    | 08′     |
| 36.        | Cello (Choralbass 4′)       | 08′     |
| 37.        | Posaune                     | 16′     |
| 38.        | Basstrompete                | 08′     |